# Henrietta Boggs
Henrietta Boggs (sinh ngày 6 tháng 5 năm 1918 Spartanburg, Nam Carolina - mất ngày 9 tháng 9 năm 2020) là tác giả, nhà báo và nhà hoạt động người Mỹ gốc Costa Rica. Bà là người vợ đầu tiên của José Figueres Ferrer và phục vụ với tư cách là đệ nhất phu nhân Costa Rica từ năm 1948-1949 trong những năm tiếp theo sau cuộc nội chiến Costa Rica. Bà đã bước sang tuổi 100 vào tháng 5 năm 2018.

## Tiểu sử
Boggs sinh ra ở Spartanburg, South Carolina. Bà là con gái của Meta Long và Ralph Emerson Boggs, một người cao tuổi Presbyterian. Năm 1923, gia đình bà chuyển đến Birmingham, Alabama, nơi cha bà bắt đầu kinh doanh xây dựng.
Sau khi tốt nghiệp trung học, Boggs theo học trường Birmingham-Southern College, nơi bà học tiếng Anh  và là phóng viên cho tờ báo sinh viên. Trong một kỳ nghỉ hè, Boggs đến thăm dì và chú của bà, người đã về hưu ở Costa Rica. Trong khi đó, bà gặp và sau đó kết hôn với José Figueres Ferrer.
Figueres sẽ tiếp tục lãnh đạo các lực lượng đối lập trong cuộc nội chiến Costa Rica năm 1948, dẫn đầu một cuộc cách mạng dân chủ thành công chống lại chính phủ, bãi bỏ quân đội, và đưa Boggs đến vai trò của đệ nhất phu nhân. Từ quan điểm thuận lợi đó, bà đã thúc đẩy thành công việc cho phụ nữ Costa Rica quyền bỏ phiếu. Theo thời gian, Boggs nhận ra rằng hôn nhân và cuộc sống trong chính trị không tương thích, vì tinh thần độc lập của bà trong những gì vẫn còn là một xã hội gia trưởng. Boggs ly hôn với Figueres vào năm 1954, và bà đưa con cái đến thành phố New York, nơi bà làm việc cho phái đoàn Costa Rica đến Liên Hợp Quốc trong khi theo đuổi niềm đam mê viết lách suốt đời của bà.
Bà trở về Alabama năm 1969 đến với cuộc hôn nhân thứ hai với Tiến sĩ Hugh MacGuire và đồng sáng lập River Region Living, tạp chí thành phố mà sau này bà bán, nhưng bà vẫn viết cho đến ngày nay. Cuốn hồi ký năm 1992 của bà ở Costa Rica, Married to a Legend: My Life with Don Pepe, rất phổ biến với độc giả ở cả Hoa Kỳ và Costa Rica, và là chủ đề của bộ phim tài liệu First Lady of the Revolution Bộ phim được sản xuất bởi Spark Media, một công ty phim tài liệu có trụ sở tại Washington, D.C.

## Bên ngoài đường dẫn
- Website chính thức
- Henrietta Boggs trên Internet Movie Database